# Johnny Eck
Johnny Eck (tên khai sinh John Eckhardt, Jr.; 27 tháng 8 năm 1911 tại Baltimore, Maryland – 28 tháng 4 năm 1991 tại Baltimore) là một diễn viên người Mỹ, được sinh ra không có nửa dưới thân thể. Eck được biết đến nhiều qua vai diễn trong bộ phim Freaks năm 1932.

## Cuộc sống ban đầu
Johnny Eck được sinh ra trong tầng lớp lao động, có bố mẹ là Amelia Dippel và John Eckhardt, Sr. sống trong một ngôi nhà ở Baltimore. Eck có người chị tên là Carolyn và người em sinh đôi là Robert, cả hai người này không bị khuyết tật bẩm sinh như Eck: Eck được sinh ra với phần thân từ bộ xương sườn trở xuống không có, và lưỡi thì bị gắn chặt vào má. Khi sinh ra, Eck nặng 2 pound và dài chưa đầy 8 inch.
Eck được người chị Caroline dạy tại nhà và biết đọc, viết khi lên 4 tuổi. Lên 7 tuổi, Eck và người anh trai đi đến trường học. Anh nhớ rằng khi đó rất nhiều học sinh đã "đánh lộn lẫn nhau để được quyền nhấc bổng tôi lên", và các cửa sổ ở lớp học được bôi đen để tránh những con mắt tò mò của đám đông bên ngoài trong khi Eck và các bạn đang học.
Eck rất thích vẽ và làm mộc và có thể dùng hàng giờ đồng hồ cùng với anh trai chạm khắc và vẽ nghệ thuật.

## Lưu diễn
Vào tháng 12 năm 1923 Eck và người anh trai đã tham gia diễn tại sân khấu nhà thờ địa phương. Eck đã lên sân khấu và nhận một món quà từ pháp sư John McAslan. McAslan đã đề nghị Eck ký một hợp đồng với ngày hội carnival ở địa phương, và bố mẹ anh đã ký hợp đồng 1 năm, sau này, Eck đã yêu cầu McAslan thay thành hợp đồng 10 năm bằng cách cho thêm một số 0 vào sau.